# Гакман, Василий Михайлович
Васи́лий Миха́йлович Га́кман (укр. Василь Михайлович Гакман; род. 16 мая 2000, Корытное, Черновицкая область) — украинский футболист, защитник клуба «Буковина».

## Биография
Воспитанник футбольной школы «Буковина». В чемпионате Украины (ДЮФЛУ) выступал за черновицкую «Буковину» — 44 матча, 6 голов. В юношеских командах часто действовал в линии атаки.
В июле 2017 подписал контракт с главной командой. До этого в течение мая—июня того же года выступал за любительскую команду «Черемош» (Выжница). Дебютировал за основной состав черновицкой команды 9 июля 2017 года в матче кубка Украины против СК «Днепр-1», а 15 июля впервые сыграл в чемпионате против «Львова». С сентября того же года параллельно выступал и за юношеский состав во всеукраинской лиге юниоров в течение двух последующих годов. В рамках данного турнира провёл 32 матча и отличился 13 голами, а в сезоне 2017/18 вместе с командой становился бронзовым призером.
10 июня 2021 года Василий провёл 50-й официальный матч в «футболке» черновицкой «Буковины», а уже 14 августа того же года 21-летний Гакман дебютировал в качестве капитана команды и в течение двух следующих сезонов выполнял эту обязанность. В летнее межсезонье 2023 года покинул расположение черновицкого клуба, за это время в футболке команды Василий провёл 88 официальных матчей во всех турнирах. Неоднократно попадал в символические сборные туров, признавался одним из лучших молодых игроков (по версии двух интернет-изданий: Sportarena.com и FootBoom.com).
В начале июля игрок побывал на просмотре в команде УПЛ: «Оболонь» (Киев), однако уже во второй половине месяца Гакман получил приглашение от другого клуба высшего дивизиона: «Верес», с которым в результате подписал двухлетний контракт с возможной пролонгацией ещё на один год. Дебютировал в новой команде 2 августа 2023 года в матче 2-го тура украинской Премьер-лиги против донецкого «Шахтёра» (1:1), Василий вышел на поле в стартовом составе и отыграл все 90 минут.

## Статистика
| Соревнования         | Матчи | Количество забитых мячей |
| -------------------- | ----- | ------------------------ |
| Премьер-лига Украины | 22    | 0                        |
| Первая лига Украины  | 21    | 0                        |
| Кубок Украины        | 9     | 0                        |
| Вторая лига Украины  | 61    | 0                        |
| Всего за карьеру     | 113   | 0                        |